# Навасса

Мапа острова Навасса

Острів Навасса (англ. Navassa Island; фр. Île de la Navasse або La Navase; гаїт. креол. Lanavaz чи Lavash[джерело?]) — невеличкий безлюдний острів у Ямайській протоці в Карибському морі, за 55 км на захід від острова Гаїті.
Уряд Сполучених Штатів Америки вважає його неприєднаною територією, частиною Зовнішніх малих островів, що підпорядковується Адміністрації захисту дикої природи та рибних ресурсів. Належність острова США заперечує Республіка Гаїті.
Острів складений вапняками та коралами. Площа суші 5,2 км².